# Leonarduskerk (Leiden)
De Leonarduskerk  is een voormalige rooms-katholieke kerk aan de Haagweg 13A, in de Nederlandse stad Leiden. De kerk is ontworpen door de architecten Leo en Jan van der Laan. Sinds 2009 is het gebouw in gebruik als kantoor.

## Ontstaan en bouw
De Leonarduskerk is ontstaan als hulpkerk van de Hartebrugkerk in Leiden. In 1923 kocht mevrouw  A.C.M. Schräder-Gründemann de nabijgelegen Villa Rozenhof en schonk die aan de franciscaanse communiteit in Leiden. Het naburige terrein werd bestemd voor een te bouwen kerk. Bouwpastoor Helling werd in 1925 vervangen door pater Constantinus Castelijn. De opdracht voor de bouw van de kerk werd gegeven aan de Leidse architecten Jan en Leo van der Laan. Aannemer was Venhoven & Emers uit Heemstede. Zes maanden na de eerstesteenlegging werd de Leonarduskerk op Eerste Paasdag 4 april 1926 in gebruik genomen. In 1934 werd de kerk een zelfstandige parochie.

## Opzet en bijzonderheden
De kerk werd opgedragen aan de franciscaanse opwekkingsprediker Leonardo de Portu Mauritio (1676-1751). In 1931 werd de Leonarduskerk verfraaid met een religieuze schildering van de franciscaanse kunstschilder Humbert Randag. Achter het hoofdaltaar schilderde hij het Lam Gods met links Franciscus van Assisi, Paschalis Baylon en Nicolaas Pieck en rechts de Heilige Clara, Agnes en Angela van Mericia. In 1965 verdwenen de schilderingen achter een schrootjeswand. In 2004, na de overdracht aan de gemeente Leiden, werden de schrootjes verwijderd en kwamen de beschadigde schilderingen van Randag tevoorschijn. Vervolgens werden ze overgesausd. In 2016/2017 werd het gebouw verder aangepast waarbij een deel van de oorspronkelijke buitenmuren doorbroken werd voor glas. Hierbij werd de gehele achterwand met schildering verwijderd om ruimte te maken voor een aanbouw.

## Sluiting kerk
De kerk is eerst samen met andere Leidse kerken opgegaan in de Lam Godsparochie. In november 2003 vond de laatste viering in de Leonarduskerk plaats. De kerk werd in 2004 aan de Gemeente Leiden verkocht. Een Wassenaarse projectontwikkelaar kocht de kerk en heeft deze verbouwd tot bedrijfsruimte. Sinds 2009 wordt het pand verhuurd als kantoor. 
Van het interieur zijn diverse onderdelen (Antoniusbeeld, altaar en doopvont) naar andere Leidse kerken gegaan. De kruiswegstaties van Lode Sengers en een deel van de banken zijn overgegaan naar de St.Jozefparochie in Prijedor in Bosnië-Herzegovina; een ander deel van de banken ging naar een kerk in Letland.

## Enkele afbeeldingen

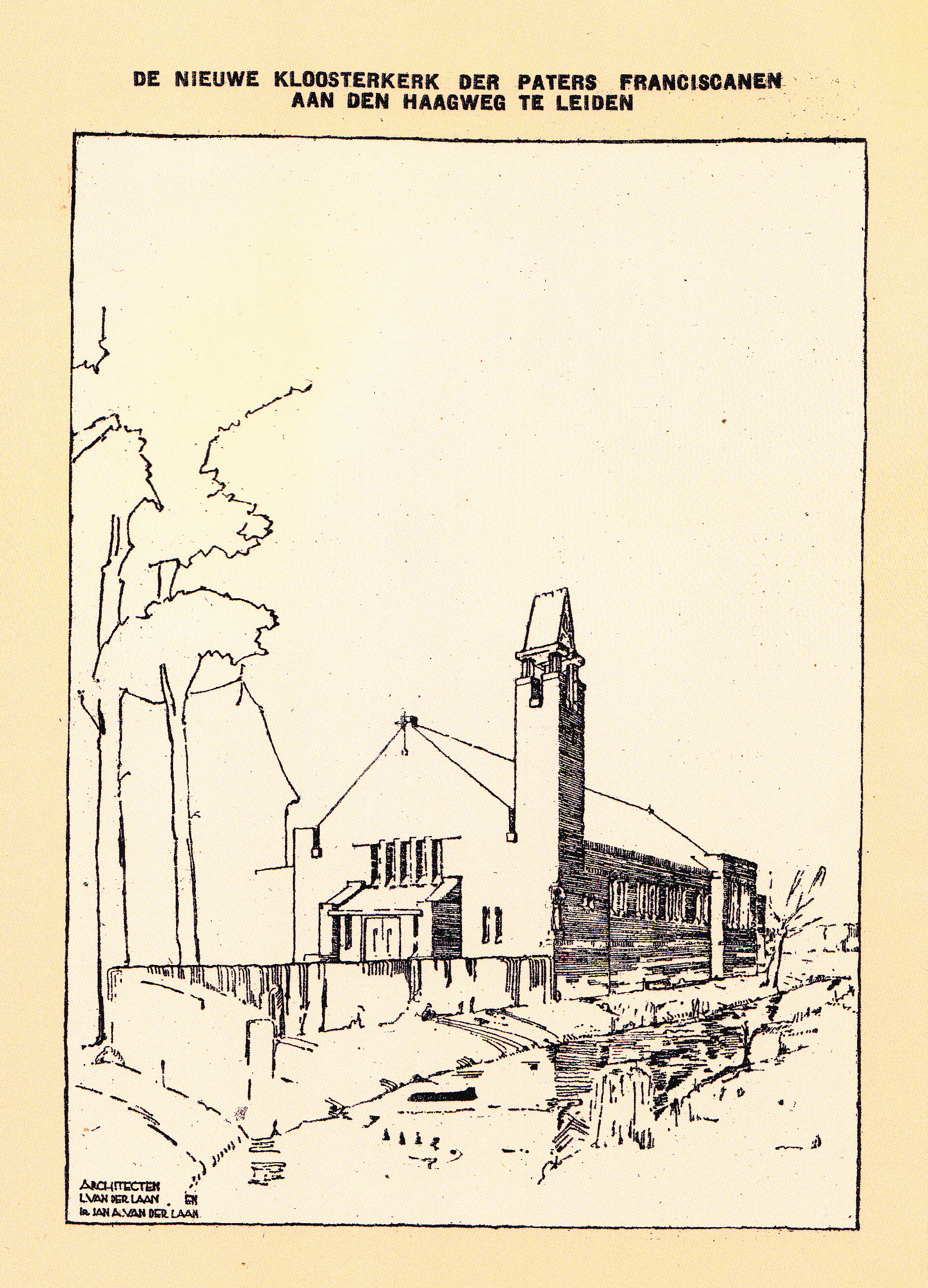
Ontwerptekening
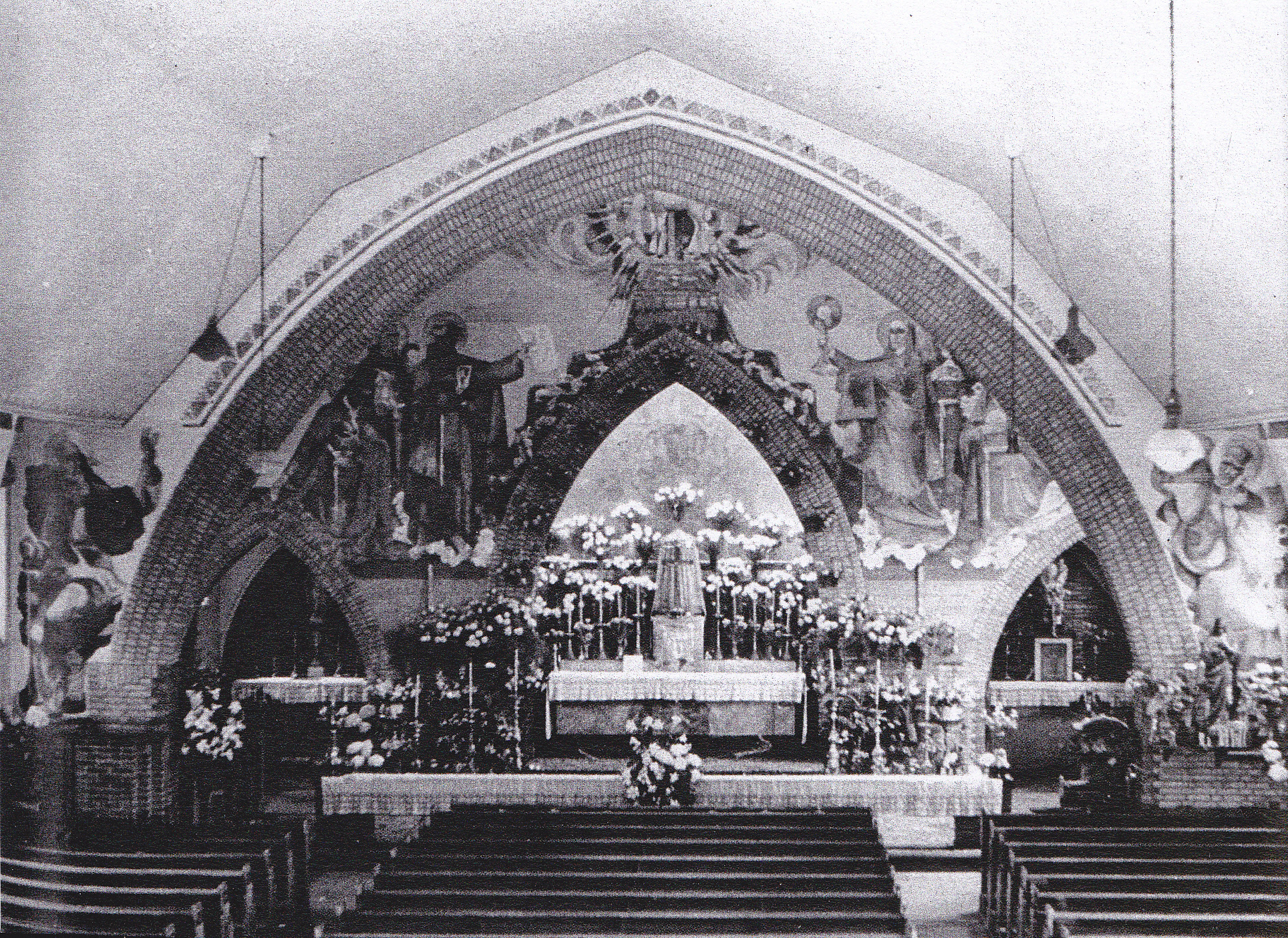
Muurschilderingen Humbert Randag (juni 1944)
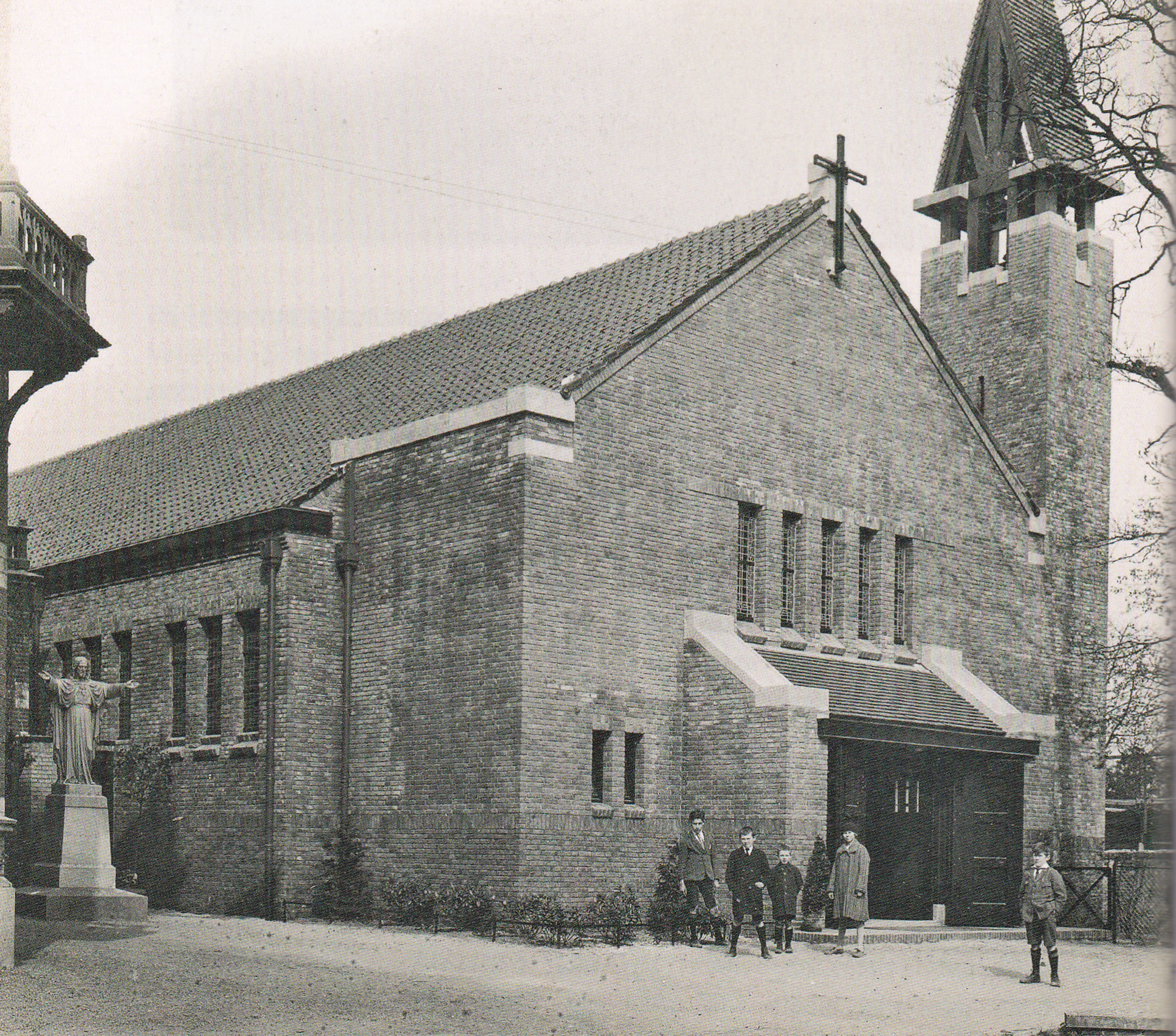
Leonarduskerk in de jaren '20
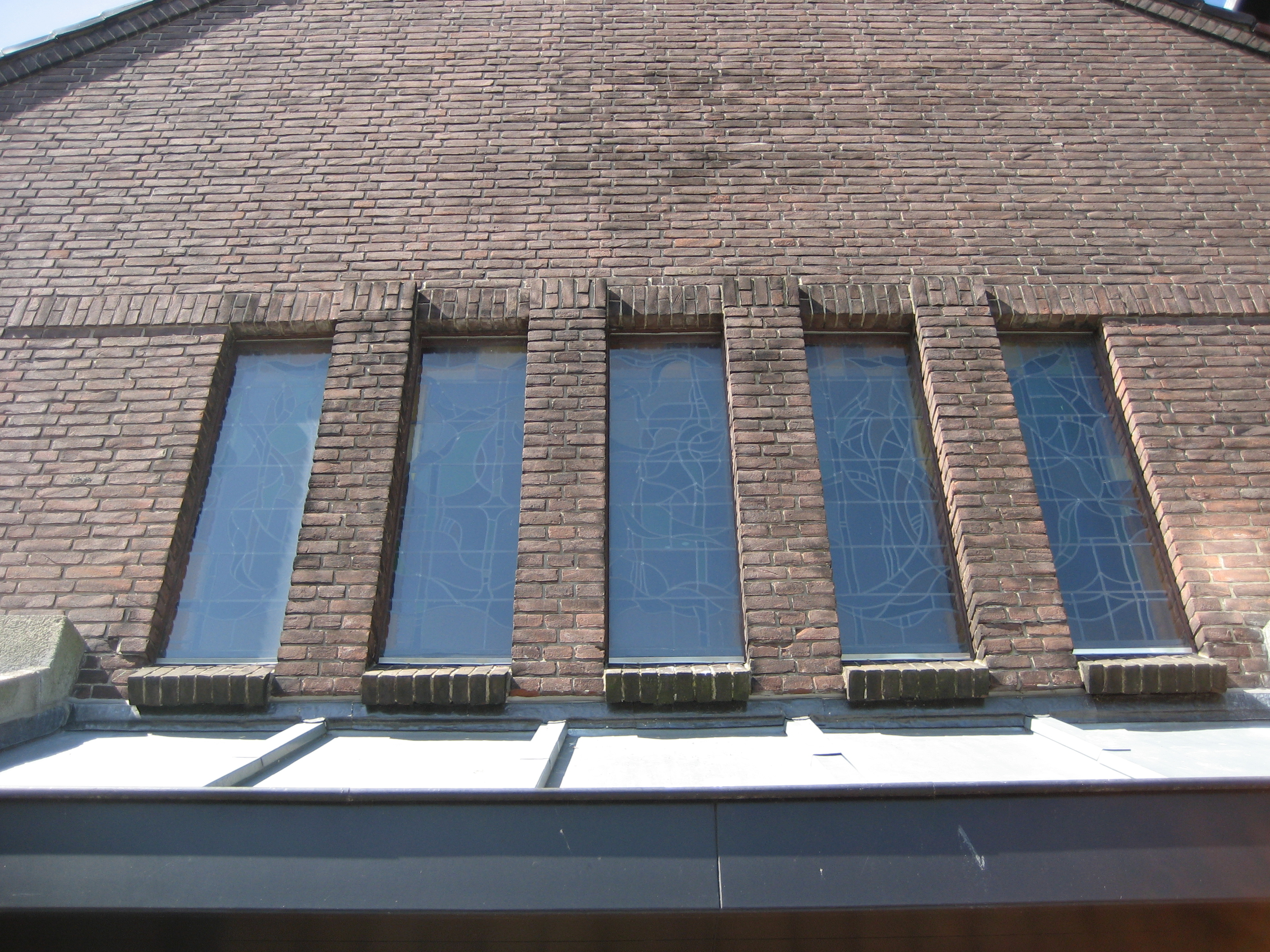
Ramen boven de ingang
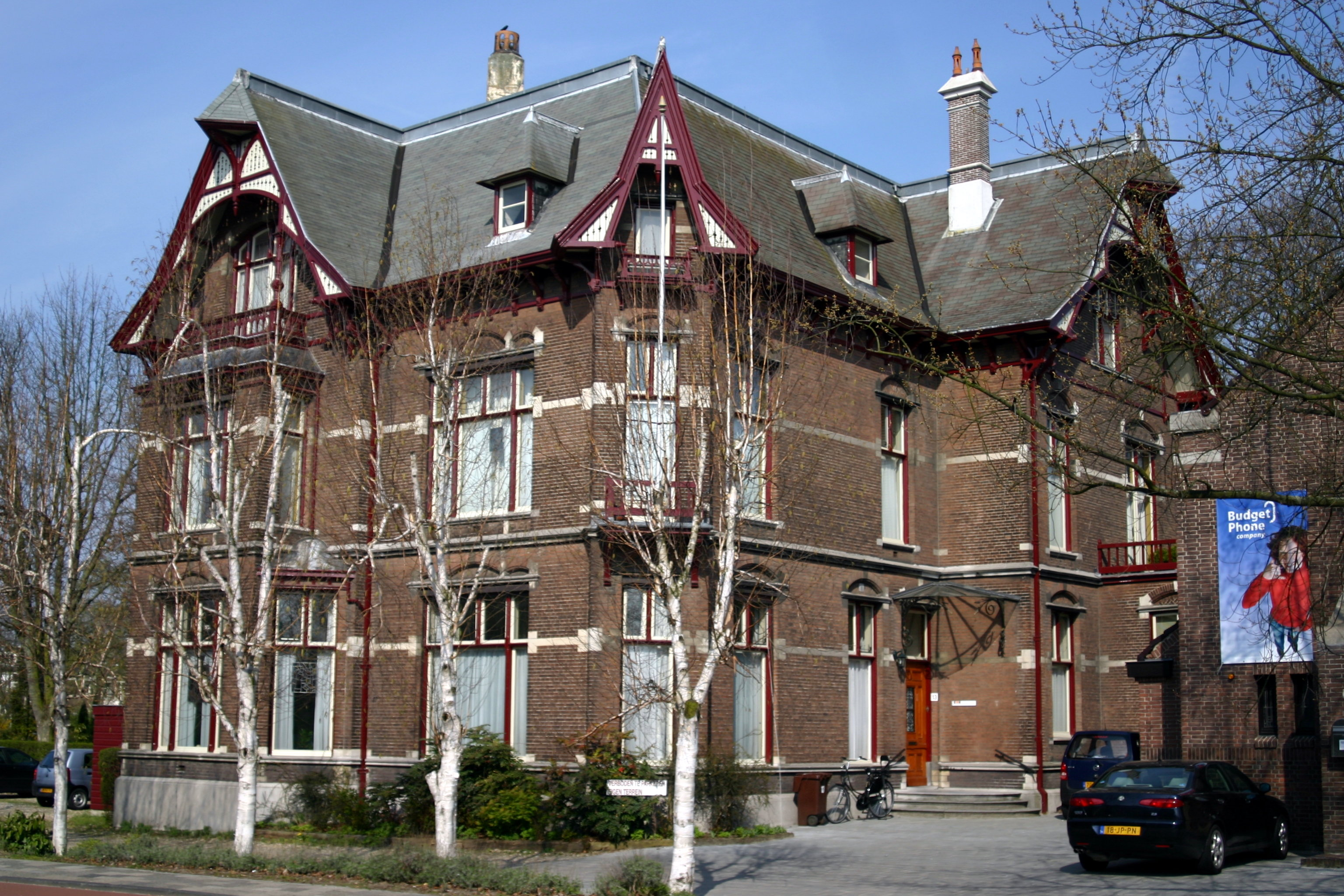
Voormalige pastorie